# Laurindo António Leal Tavares
Laurindo António Leal Tavares (sinh ngày 15 tháng 6 năm 1982 ở Lisbon), hay đơn giản Laurindo, là một cầu thủ bóng đá người Bồ Đào Nha thi đấu cho C.D. Pinhalnovense ở vị trí tiền vệ.